# Monti Lepini
Die Monti Lepini, deutsch Lepinische Berge oder auch veraltet Volskerberge, sind ein Mittelgebirge in der italienischen Region Latium. Es liegt etwa 60 Kilometer südöstlich von Rom, zwischen dem Tal des Sacco und der Pontinischen Ebene.
Im Gegensatz zu den benachbarten Albaner Bergen sind die Lepinischen Berge nicht vulkanischen Ursprungs, sondern ein verkarstetes Kalkgebirge.
Die Lepinischen Berge haben eine Ausdehnung von etwa 35 Kilometer in west-östlicher Richtung und 20 Kilometer in nord-südlicher Richtung. Sie sind sehr dünn besiedelt und werden von der Staatsstraße SS 609 Via Carpinetana durchquert.